# 아무도 없는 곳
"아무도 없는 곳"은 2019년에 공개된 대한민국의 영화이다.

## 캐스팅
- 연우진: 창석 역
- 이지은: 미영 역
- 윤혜리: 유진 역
- 김상호: 성하 역
- 이주영: 주은 역